# Gigante azul

Comparación entre los tamaños del Sol y la gigante azul Alnitak (ζ Ori), que es 20 veces mayor.

En astronomía se denomina gigante azul (blue giant en inglés) a las estrellas de tipo espectral O o B y clase de luminosidad III (clase de las gigantes). En el diagrama de Hertzsprung-Russell estas estrellas se encuentran en la parte superior izquierda dada su alta luminosidad y su tipo espectral temprano (es decir, su alta temperatura superficial).

## Características físicas

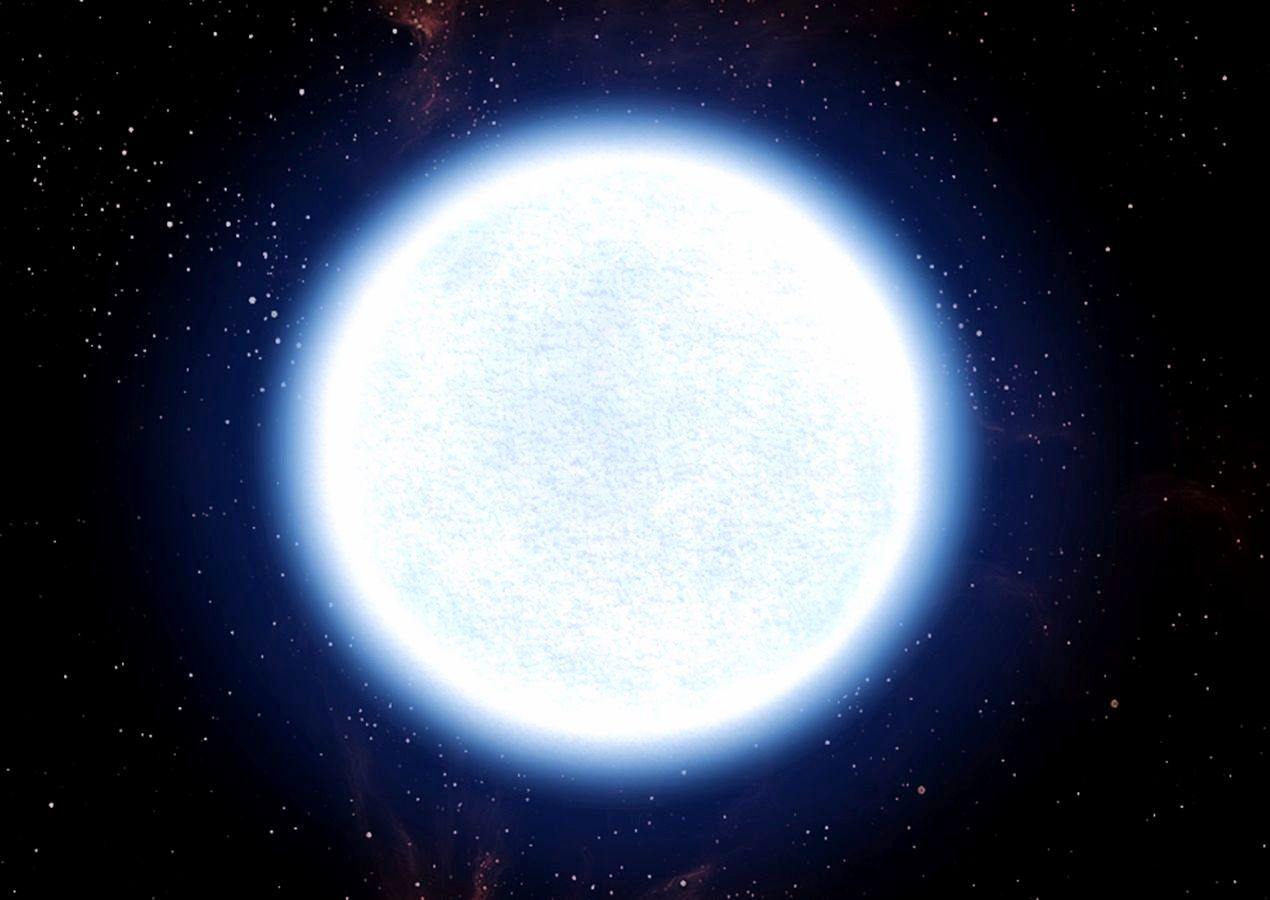
Representación de una gigante azul.

Las gigantes azules son estrellas de tipo espectral O o B, muy luminosas, que alcanzan magnitudes absolutas de -5, -6 e incluso mayores. Dada su elevada temperatura superficial —incluso de más de 50 000 K—, buena parte de su radiación se emite en la región del ultravioleta del espectro electromagnético y brillan con un color blanco-azulado. Se encuentran en una fase evolutiva de corta duración, habiendo finalizado la fusión del hidrógeno, y yendo hacia una etapa de expansión y enfriamiento que les llevará a convertirse en gigantes rojas. Son estrellas masivas de vida muy corta —del orden de decenas o cientos de millones de años—, y la teoría actual de la evolución estelar predice que en su mayor parte finalizarán su vida como supernovas.
Dada su corta vida comparada con estrellas de menor masa como el Sol, a menudo se las encuentra cerca de nebulosas brillantes y/o formando parte de asociaciones estelares o cúmulos abiertos jóvenes.
Las gigantes azules no deben ser confundidas con las supergigantes azules, como Rigel A (β Orionis), ni con las estrellas azules de secuencia principal, como Régulo A (α Leonis).

### Principales gigantes azules
En la tabla inferior se recogen algunas de las gigantes azules más conocidas.
| Nombre    | Denominación de Bayer | Tipo espectral | Luminosidad (soles) | Temperatura (K) | Distancia (años luz) |
| --------- | --------------------- | -------------- | ------------------- | --------------- | -------------------- |
| Espiga A  | Alfa Virginis         | B1 III-IV      | 13.400              | 22.400          | 260                  |
| Bellatrix | Gamma Orionis         | B2 III         | 6.400               | 21.500          | 240                  |
| Hadar     | Beta Centauri         | B1 III         | 11.200              | 22.500          | 352                  |
| Murzim    | Beta Canis Majoris    | B1 II-III      | 34.000              | 25.800          | 500                  |
| Albireo B | Beta Cygni B          | B8V            | 19.0                | 12.100          | 385                  |
|           | Alfa Lupi             | B1.5 III       | 20.000              | 21.600          | 550                  |
|           | Beta Lupi             | B2 III         | 13.600              | 22.650          | 525                  |
| Alfirk    | Beta Cephei           | B2 IIIv        | 14.600              | 26.700          | 595                  |
| Alcíone   | Eta Tauri             | B7 IIIe        | 1.400               | 13 000          | 440                  |